# Rio da Areia (vattendrag i Brasilien, Paraná, lat -23,90, long -53,13)
Rio da Areia är ett vattendrag i Brasilien.   Det ligger i delstaten Paraná, i den södra delen av landet, 1 100 km sydväst om huvudstaden Brasília.
Omgivningarna runt Rio da Areia är huvudsakligen savann. Runt Rio da Areia är det ganska glesbefolkat, med 36 invånare per kvadratkilometer.